# Amr El-Soleya
Amr El-Soleya (in arabo عمرو السولية‎?; Ismailia, 2 aprile 1990) è un calciatore egiziano, centrocampista dell'Al-Ahly e della nazionale egiziana.

## Caratteristiche tecniche
Vertice basso di centrocampo, box-to box, in grado di dettare i ritmi di gioco e di impostare l'azione. In possesso di un buon tiro dalla distanza, in fase di attacco tende a staccarsi dal centrocampo per supportare l'azione.

## Carriera

### Club
Muove i suoi primi passi nel settore giovanile dell'Ismaily. Esordisce in prima squadra il 18 febbraio 2009 contro l'El Geish, subentrando nella ripresa al posto di Mohab Said. Il 7 agosto 2015 si trasferisce all'Al Shabab negli Emirati Arabi, in cambio di 900.000 dollari, firmando un contratto valido per una stagione da 300.000 dollari annuali.
Rescisso il contratto con il club arabo, il 24 gennaio 2016 torna in Egitto legandosi all'Al-Ahly fino al 2020. Nel 2020 conquista uno storico treble, vincendo campionato, coppa nazionale e la CAF Champions League.

### Nazionale
Esordisce in nazionale l'11 agosto 2010 in Egitto-RD del Congo (6-3), subentrando nella ripresa al posto di Hossam Ghaly. Il 29 dicembre 2021 viene incluso dal CT Carlos Queiroz nella lista definitiva dei 25 convocati per la fase finale della Coppa d'Africa 2021, dove l'Egitto viene sconfitto in finale dal Senegal ai calci di rigore.

## Statistiche

### Presenze e reti nei club
Statistiche aggiornate al 1º dicembre 2024.
| Stagione        | Squadra         | Campionato      | Campionato | Campionato | Coppe nazionali | Coppe nazionali | Coppe nazionali | Coppe continentali | Coppe continentali | Coppe continentali | Altre coppe  | Altre coppe | Altre coppe | Totale | Totale |
| Stagione        | Squadra         | Comp            | Pres       | Reti       | Comp            | Pres            | Reti            | Comp               | Pres               | Reti               | Comp         | Pres        | Reti        | Pres   | Reti   |
| --------------- | --------------- | --------------- | ---------- | ---------- | --------------- | --------------- | --------------- | ------------------ | ------------------ | ------------------ | ------------ | ----------- | ----------- | ------ | ------ |
| 2008-2009       | Ismaily         | PL              | 1          | 0          | CE              | 0               | 0               | ACC                | 0                  | 0                  | -            | -           | -           | 1      | 0      |
| 2009-2010       | Ismaily         | PL              | 27         | 3          | CE              | 4               | 0               | CCL                | 11                 | 0                  | -            | -           | -           | 42     | 3      |
| 2010-2011       | Ismaily         | PL              | 26         | 3          | CE              | 1               | 0               | CC                 | 2                  | 0                  | -            | -           | -           | 29     | 3      |
| 2011-2012       | Ismaily         | PL              | 12         | 0          | -               | -               | -               | -                  | -                  | -                  | -            | -           | -           | 12     | 0      |
| 2012-2013       | Ismaily         | PL              | 14         | 4          | CE              | 3               | 0               | ACC+CC             | 6+5                | 1+0                | -            | -           | -           | 28     | 5      |
| 2013-2014       | Ismaily         | PL              | 10         | 1          | CE              | 3               | 1               | CC                 | 0                  | 0                  | -            | -           | -           | 13     | 2      |
| 2014-2015       | Ismaily         | PL              | 36         | 4          | CE              | 2               | 2               | -                  | -                  | -                  | -            | -           | -           | 38     | 6      |
| Totale Ismaily  | Totale Ismaily  | Totale Ismaily  | 126        | 15         |                 | 13              | 3               |                    | 23                 | 1                  |              | -           | -           | 162    | 19     |
| 2015-gen. 2016  | Al Shabab       | PL              | 12         | 3          | CP              | 6               | 0               | ACL                | 0                  | 0                  | -            | -           | -           | 18     | 3      |
| gen.-giu. 2016  | Al-Ahly         | PL              | 10         | 0          | CE              | 2               | 1               | CCL                | 4                  | 0                  | SE           | -           | -           | 16     | 1      |
| 2016-2017       | Al-Ahly         | PL              | 22         | 1          | CE              | 3               | 0               | CCL                | 13                 | 0                  | SE           | 0           | 0           | 38     | 1      |
| 2017-2018       | Al-Ahly         | PL              | 30         | 2          | CE              | 3               | 2               | ACC+CCL            | 4+11               | 0+1                | SE           | 1           | 0           | 49     | 5      |
| 2018-2019       | Al-Ahly         | PL              | 28         | 2          | CE              | 2               | 0               | ACC+CCL            | 0+10               | 1                  | SE           | 1           | 0           | 41     | 3      |
| 2019-2020       | Al-Ahly         | PL              | 28         | 7          | CE              | 2               | 0               | CCL                | 15                 | 1                  | SE           | 1           | 0           | 46     | 8      |
| 2020-2021       | Al-Ahly         | PL              | 25         | 2          | CE              | 4               | 0               | CCL                | 11                 | 1                  | SE+SA+Cmc    | 1+1+3       | 0           | 45     | 3      |
| 2021-2022       | Al-Ahly         | PL              | 17         | 1          | CE              | 2               | 0               | CCL                | 11                 | 1                  | SE+SA+Cmc    | 1+0+2       | 0+0+1       | 33     | 3      |
| 2022-2023       | Al-Ahly         | PL              | 19         | 4          | CE              | 1               | 0               | CCL                | 8                  | 0                  | SE+Cmc       | 0+3         | 0           | 31     | 4      |
| 2023-2024       | Al-Ahly         | PL              | 10         | 3          | CE              | 0               | 0               | AFL+CCL            | 0+8                | 1                  | SE+SA+Cmc    | 2+0+3       | 0           | 23     | 4      |
| 2024-2025       | Al-Ahly         | PL              | 4          | 1          | CE              | 0               | 0               | CCL                | 1                  | 0                  | SE+SA+CI+Cmc | 2+0+1+0     | 0           | 8      | 1      |
| Totale Al-Ahly  | Totale Al-Ahly  | Totale Al-Ahly  | 193        | 23         |                 | 19              | 3               |                    | 96                 | 6                  |              | 22          | 1           | 330    | 33     |
| Totale carriera | Totale carriera | Totale carriera | 331        | 41         |                 | 38              | 6               |                    | 119                | 7                  |              | 22          | 1           | 510    | 55     |

### Cronologia presenze e reti in nazionale
| Cronologia completa delle presenze e delle reti in nazionale ― Egitto | Cronologia completa delle presenze e delle reti in nazionale ― Egitto | Cronologia completa delle presenze e delle reti in nazionale ― Egitto | Cronologia completa delle presenze e delle reti in nazionale ― Egitto | Cronologia completa delle presenze e delle reti in nazionale ― Egitto | Cronologia completa delle presenze e delle reti in nazionale ― Egitto | Cronologia completa delle presenze e delle reti in nazionale ― Egitto | Cronologia completa delle presenze e delle reti in nazionale ― Egitto |
| Data                                                                  | Città                                                                 | In casa                                                               | Risultato                                                             | Ospiti                                                                | Competizione                                                          | Reti                                                                  | Note                                                                  |
| --------------------------------------------------------------------- | --------------------------------------------------------------------- | --------------------------------------------------------------------- | --------------------------------------------------------------------- | --------------------------------------------------------------------- | --------------------------------------------------------------------- | --------------------------------------------------------------------- | --------------------------------------------------------------------- |
| 11-8-2010                                                             | Il Cairo                                                              | Egitto                                                                | 6 – 3                                                                 | RD del Congo                                                          | Amichevole                                                            | -                                                                     | 46’                                                                   |
| 5-9-2010                                                              | Il Cairo                                                              | Egitto                                                                | 1 – 1                                                                 | Sierra Leone                                                          | Qual. Coppa d'Africa 2012                                             | -                                                                     | 76’                                                                   |
| 16-12-2010                                                            | Doha                                                                  | Qatar                                                                 | 2 – 1                                                                 | Egitto                                                                | Amichevole                                                            | -                                                                     | 71’                                                                   |
| 5-1-2011                                                              | Il Cairo                                                              | Egitto                                                                | 5 – 1                                                                 | Tanzania                                                              | Amichevole                                                            | -                                                                     | 37’                                                                   |
| 11-1-2011                                                             | Ismailia                                                              | Egitto                                                                | 3 – 0                                                                 | Burundi                                                               | Amichevole                                                            | -                                                                     |                                                                       |
| 14-1-2011                                                             | Il Cairo                                                              | Egitto                                                                | 5 – 1                                                                 | Kenya                                                                 | Amichevole                                                            | -                                                                     | 58’                                                                   |
| 17-1-2011                                                             | Il Cairo                                                              | Egitto                                                                | 3 – 1                                                                 | Uganda                                                                | Amichevole                                                            | -                                                                     |                                                                       |
| 5-6-2011                                                              | Il Cairo                                                              | Egitto                                                                | 0 – 0                                                                 | Sudafrica                                                             | Qual. Coppa d'Africa 2012                                             | -                                                                     | 79’                                                                   |
| 3-9-2011                                                              | Freetown                                                              | Sierra Leone                                                          | 2 – 1                                                                 | Egitto                                                                | Qual. Coppa d'Africa 2012                                             | -                                                                     |                                                                       |
| 8-10-2011                                                             | Il Cairo                                                              | Egitto                                                                | 3 – 0                                                                 | Niger                                                                 | Qual. Coppa d'Africa 2012                                             | -                                                                     | 29’                                                                   |
| 10-1-2013                                                             | Abu Dhabi                                                             | Ghana                                                                 | 3 – 0                                                                 | Egitto                                                                | Amichevole                                                            | -                                                                     | 46’                                                                   |
| 14-1-2013                                                             | Abu Dhabi                                                             | Costa d'Avorio                                                        | 4 – 2                                                                 | Egitto                                                                | Amichevole                                                            | -                                                                     | 86’                                                                   |
| 4-6-2013                                                              | Il Cairo                                                              | Egitto                                                                | 1 – 1                                                                 | Botswana                                                              | Amichevole                                                            | -                                                                     | 46’                                                                   |
| 16-6-2013                                                             | Maputo                                                                | Mozambico                                                             | 0 – 1                                                                 | Egitto                                                                | Qual. Mondiali 2014                                                   | -                                                                     |                                                                       |
| 14-8-2013                                                             | El Gouna                                                              | Egitto                                                                | 3 – 0                                                                 | Uganda                                                                | Amichevole                                                            | -                                                                     | 46’                                                                   |
| 10-9-2013                                                             | El Gouna                                                              | Egitto                                                                | 4 – 2                                                                 | Guinea                                                                | Qual. Mondiali 2014                                                   | -                                                                     | 78’                                                                   |
| 30-9-2013                                                             | Il Cairo                                                              | Egitto                                                                | 2 – 0                                                                 | Uganda                                                                | Amichevole                                                            | -                                                                     |                                                                       |
| 10-10-2014                                                            | Gaborone                                                              | Botswana                                                              | 0 – 2                                                                 | Egitto                                                                | Qual. Coppa d'Africa 2015                                             | -                                                                     |                                                                       |
| 15-10-2014                                                            | Il Cairo                                                              | Egitto                                                                | 2 – 0                                                                 | Botswana                                                              | Qual. Coppa d'Africa 2015                                             | -                                                                     | 54’                                                                   |
| 8-6-2015                                                              | Alessandria d'Egitto                                                  | Egitto                                                                | 2 – 1                                                                 | Malawi                                                                | Amichevole                                                            | -                                                                     | 81’                                                                   |
| 22-3-2019                                                             | Niamey                                                                | Niger                                                                 | 1 – 1                                                                 | Egitto                                                                | Qual. Coppa d'Africa 2019                                             | -                                                                     | Cap.                                                                  |
| 7-11-2019                                                             | Alessandria d'Egitto                                                  | Egitto                                                                | 1 – 0                                                                 | Liberia                                                               | Amichevole                                                            | -                                                                     | 89’                                                                   |
| 14-11-2019                                                            | Alessandria d'Egitto                                                  | Egitto                                                                | 1 – 1                                                                 | Kenya                                                                 | Qual. Coppa d'Africa 2021                                             | -                                                                     | 76’                                                                   |
| 18-11-2019                                                            | Moroni                                                                | Comore                                                                | 0 – 0                                                                 | Egitto                                                                | Qual. Coppa d'Africa 2021                                             | -                                                                     | 90+3’                                                                 |
| 14-11-2020                                                            | Il Cairo                                                              | Egitto                                                                | 1 – 0                                                                 | Togo                                                                  | Qual. Coppa d'Africa 2021                                             | -                                                                     | 79’ 81’                                                               |
| 25-3-2021                                                             | Nairobi                                                               | Kenya                                                                 | 1 – 1                                                                 | Egitto                                                                | Qual. Coppa d'Africa 2021                                             | -                                                                     | 62’                                                                   |
| 29-3-2021                                                             | Il Cairo                                                              | Egitto                                                                | 4 – 0                                                                 | Comore                                                                | Qual. Coppa d'Africa 2021                                             | -                                                                     | Cap. 71’                                                              |
| 1-9-2021                                                              | Il Cairo                                                              | Egitto                                                                | 1 – 0                                                                 | Angola                                                                | Qual. Mondiali 2022                                                   | -                                                                     |                                                                       |
| 5-9-2021                                                              | Franceville                                                           | Gabon                                                                 | 1 – 1                                                                 | Egitto                                                                | Qual. Mondiali 2022                                                   | -                                                                     |                                                                       |
| 30-9-2021                                                             | Alessandria d'Egitto                                                  | Egitto                                                                | 2 – 0                                                                 | Liberia                                                               | Amichevole                                                            | -                                                                     | 61’                                                                   |
| 8-10-2021                                                             | Alessandria d'Egitto                                                  | Egitto                                                                | 1 – 0                                                                 | Libia                                                                 | Qual. Mondiali 2022                                                   | -                                                                     | 90+2’                                                                 |
| 11-10-2021                                                            | Bengasi                                                               | Libia                                                                 | 0 – 3                                                                 | Egitto                                                                | Qual. Mondiali 2022                                                   | -                                                                     | 64’                                                                   |
| 12-11-2021                                                            | Luanda                                                                | Angola                                                                | 2 – 2                                                                 | Egitto                                                                | Qual. Mondiali 2022                                                   | -                                                                     |                                                                       |
| 16-11-2021                                                            | Alessandria d'Egitto                                                  | Egitto                                                                | 2 – 1                                                                 | Gabon                                                                 | Qual. Mondiali 2022                                                   | -                                                                     | 57’                                                                   |
| 1-12-2021                                                             | Doha                                                                  | Egitto                                                                | 1 – 0                                                                 | Libano                                                                | Coppa araba FIFA 2021 - 1º turno                                      | -                                                                     | Cap.                                                                  |
| 4-12-2021                                                             | Doha                                                                  | Sudan                                                                 | 0 – 5                                                                 | Egitto                                                                | Coppa araba FIFA 2021 - 1º turno                                      | -                                                                     | Cap.                                                                  |
| 7-12-2021                                                             | Al Wakrah                                                             | Algeria                                                               | 1 – 1                                                                 | Egitto                                                                | Coppa araba FIFA 2021 - 1º turno                                      | 1                                                                     | Cap. 80’ 83’                                                          |
| 11-12-2021                                                            | Al Wakrah                                                             | Egitto                                                                | 3 – 1 dts                                                             | Giordania                                                             | Coppa araba FIFA 2021 - Quarti di finale                              | -                                                                     | Cap.                                                                  |
| 15-12-2021                                                            | Ar Rayyan                                                             | Tunisia                                                               | 1 – 0                                                                 | Egitto                                                                | Coppa araba FIFA 2021 - Semifinale                                    | -                                                                     | Cap.                                                                  |
| 18-12-2021                                                            | Doha                                                                  | Egitto                                                                | 0 – 0 dts (4 – 5 dtr)                                                 | Qatar                                                                 | Coppa araba FIFA 2021 - Finale 3º posto                               | -                                                                     | Cap.                                                                  |
| 15-1-2022                                                             | Garoua                                                                | Guinea-Bissau                                                         | 0 – 1                                                                 | Egitto                                                                | Coppa d'Africa 2021 - 1º turno                                        | -                                                                     |                                                                       |
| 19-1-2022                                                             | Yaoundé                                                               | Egitto                                                                | 1 – 0                                                                 | Sudan                                                                 | Coppa d'Africa 2021 - 1º turno                                        | -                                                                     | 84’                                                                   |
| 26-1-2022                                                             | Douala                                                                | Costa d'Avorio                                                        | 0 – 0 dts (4 – 5 dtr)                                                 | Egitto                                                                | Coppa d'Africa 2021 - Ottavi di finale                                | -                                                                     |                                                                       |
| 30-1-2022                                                             | Yaoundé                                                               | Egitto                                                                | 2 – 1 dts                                                             | Marocco                                                               | Coppa d'Africa 2021 - Quarti di finale                                | -                                                                     |                                                                       |
| 3-2-2022                                                              | Yaoundé                                                               | Camerun                                                               | 0 – 0 dts (1 – 3 dtr)                                                 | Egitto                                                                | Coppa d'Africa 2021 - Semifinale                                      | -                                                                     | 46’                                                                   |
| 6-2-2022                                                              | Yaoundé                                                               | Senegal                                                               | 0 – 0 dts (4 – 2 dtr)                                                 | Egitto                                                                | Coppa d'Africa 2021 - Finale                                          | -                                                                     | 59’                                                                   |
| 25-3-2022                                                             | Il Cairo                                                              | Egitto                                                                | 1 – 0                                                                 | Senegal                                                               | Qual. Mondiali 2022                                                   | -                                                                     |                                                                       |
| 29-3-2022                                                             | Dakar                                                                 | Senegal                                                               | 1 – 0 dts (3 – 1 dtr)                                                 | Egitto                                                                | Qual. Mondiali 2022                                                   | -                                                                     |                                                                       |
| 5-6-2022                                                              | Il Cairo                                                              | Egitto                                                                | 1 – 0                                                                 | Guinea                                                                | Qual. Coppa d'Africa 2023                                             | -                                                                     |                                                                       |
| 9-6-2022                                                              | Lilongwe                                                              | Etiopia                                                               | 2 – 0                                                                 | Egitto                                                                | Qual. Coppa d'Africa 2023                                             | -                                                                     | 41’                                                                   |
| 14-6-2022                                                             | Seul                                                                  | Corea del Sud                                                         | 4 – 1                                                                 | Egitto                                                                | Amichevole                                                            | -                                                                     | Cap.                                                                  |
| Totale                                                                |                                                                       | Presenze                                                              | 51                                                                    |                                                                       | Reti                                                                  | 1                                                                     |                                                                       |

## Palmarès

### Club

#### Competizioni nazionali
- Campionato egiziano: 8

Al-Ahly: 2015-2016, 2016-2017, 2017-2018, 2018-2019, 2019-2020, 2022-2023, 2023-2024, 2024-2025
- Coppa d'Egitto: 4

Al-Ahly: 2016-2017, 2019-2020, 2021-2022, 2022-2023
- Supercoppa d'Egitto: 6

Al-Ahly: 2017, 2018, 2021, 2022, 2023, 2024

#### Competizioni internazionali
- CAF Champions League: 4

Al-Ahly: 2019-2020, 2020-2021, 2022-2023, 2023-2024
- Supercoppa CAF: 2

Al-Ahly: 2020, 2021
- Coppa Intercontinentale FIFA - Coppa Africa-Asia-Pacifico: 1

Al-Ahy: 2024